# Native Title Amendment Act 1998
De Native Title Amendment Act 1998 is een wet in Australië die feitelijk een reactie van de regering was op het vonnis in de rechtszaak Wik Peoples v Queensland.

## Wik-vonnis
In de Wik-zaak oordeelde de hoogste rechtbank van Australië dat pastoral leases de native-title-rechten van de Aboriginals niet per definitie uitwissen. Het concept van de native title werd met deze uitspraak opgerekt.

## Reacties op het vonnis
Het vonnis leidde tot een ware hysterie. Vooral vertegenwoordigers van de vee- en mijnbouwindustrie klaagden dat de uitspraak tot grote onzekerheid leidde en eisten dat native title overal werd uitgewist waar pastoral leases waren verstrekt. Maar ook politici deden aan stemmingmakerij.
„A fear of the unknown may provide one explanation for some of the more irrational responses. But this cannot apply to the well informed, or to those with every opportunity to understand even the basic facts. For example, this cannot apply to Premiers Kennett, Borbidge and Court, all of whom, when it suits them, both in 1993 and today, trot out the utterly ridiculous claim that urban backyards are at risk, and similarly exaggerate claims of the impact of these judgments upon their various State economies.“

## 10-puntenplan
De nieuwe premier John Howard gaf aan dat hij native-title-rechten niet wilde uitwissen. Maar hij accepteerde het Wik-vonnis ook niet. Hij wilde een compromis. In april 1997 introduceerde hij een tienpuntenplan om pachters meer zekerheid te bieden. In werkelijkheid beperkte het de rechten van native-title-houders.
De belangrijkste punten in het plan waren:
- Een radicale beperking van het recht op onderhandeling dat de Aboriginals op basis van de Native Title Act hebben en helemaal geen recht op onderhandeling bij pastoral leases.
- Instrumenten om native title over pachtland (permanent) uit te wissen.
- Het uitbreiden van de definitie van de activiteiten van pachters (primary production). Hierdoor kunnen pachters activiteiten ontplooien die niet tot de standaardactiviteiten van pachters behoren. Dit vergroot de kans dat native-title-rechten worden uitgewist, omdat ze in strijd zijn met de activiteiten van de pachters.
- Een beperking van de toegangsrechten van de Aboriginals met betrekking tot hun land. Dit is een bijzonder zwaarwegend punt, omdat de band met het land essentieel is voor Aboriginals.

Het plan was bijzonder rigoureus. De regering rechtvaardigde dit door te stellen dat er voor het Wik-vonnis algemeen werd aangenomen dat native title was uitgewist, wanneer er een pastoral lease was verstrekt. Ook stelde zij dat de Native Title Act 1993 is gebaseerd op deze aanname. Het was echter algemeen bekend dat het Mabo-vonnis zweeg over native title over pachtland en dat deze kwestie eveneens door de rechter moest worden opgelost.
Het 10-puntenplan vormde de basis voor een aantal wijzigingen in de Native Title Act 1993 die werden opgenomen in de Native Title Amendment Act 1998

## De Amendment Act
In juli 1998 keurde het parlement de Native Title Amendment Act goed.
De belangrijkste wijzigingen waren:
- Een wijziging van de status van het National Native Title Tribunal.
- De introductie van een registratietest die het voor Aboriginals veel moeilijker maakte om een native-title-claim aan te melden.
- Een uitbreiding van de definitie van activiteiten van pachters.
- Een beperking van toegangsrechten.
- Een beperking op het recht van onderhandeling.
- Instrumenten die het sluiten van Indigenous Land Use Agreements (ILUA's) bevorderen. ILUA's zijn vrijwillige overeenkomsten die tussen native-title-houders en andere belanghebbenden worden gesloten.

## Internationale kritiek
De VN-commissie voor de Eliminatie van Rassen Discriminatie (CERD) sprak tijdens de 54e zitting in maart 1999 haar grote bezorgdheid uit over de ontwikkelingen in Australië.
“While the original 1993 Native Title Act was delicately balanced between the rights of indigenous and non-indigenous title holders, the amended Act appears to create legal certainty for Governments and third parties at the expense of indigenous title.“
Australië heeft nooit gereageerd op deze uitspraak.